# Matilda Joslyn Gage
Matilda Electa Joslyn (24 de marzo de 1826-18 de marzo de 1898) fue una activista estadounidense, sufragista, activista abolicionista, librepensadora y autora prolífica, quien "nació con un odio hacia la opresión". Aunque había nacido en Cicero, Illinois, Gage pasó la mayor parte de su vida en Fayetteville, Nueva York. Falleció en la casa de su yerno, el escritor L. Frank Baum, en Chicago, y sus restos fueron incinerados. En  su tumba en el cementerio de Fayetteville hay una placa conmemorativa con su lema: "Hay una palabra más dulce que madre, hogar o cielo. Esa palabra es Libertad". Matilda Joslyn Gage es el epónimo del "Efecto Matilda", término acuñado por la historiadora científica Margaret W. Rossiter para identificar la situación social en que las mujeres no reciben el crédito que objetivamente merecen sus contribuciones científicas.

## Inicios
Joslyn Gage pasó su niñez en una casa que era a la vez parte de la red clandestina de apoyo a esclavos (conocida como ferrocarril subterráneo). Estuvo en prisión por sus acciones de acuerdo con la Ley de esclavos fugitivos de 1850 que tipificaba como acto criminal el brindar asistencia a esclavos fugitivos. A pesar de que a lo largo de toda su vida sufrió problemas financieros y físicos (cardíacos), su trabajo en pro de los derechos de las mujeres fue amplio, práctico y ejecutado en forma brillante.
En 1852 Gage se involucró en el movimiento por los derechos de las mujeres, al hablar en la Convención Nacional de Derechos de las Mujeres en Siracusa, Nueva York, siendo además la portavoz más joven. Fue presidenta de la Asociación Nacional pro Sufragio de la Mujer desde 1875 hasta 1876, y durante más de veinte años ejerció como Presidenta del Comité Ejecutivo o Vicepresidenta. Durante la convención de 1876, discutió en forma exitosa con un grupo de policías que alegaban que la asociación estaba realizando una asamblea ilegal. La policía finalmente se fue sin levantar cargos.
Gage era considerada más radical que Susan B. Anthony o Elizabeth Cady Stanton (con la que escribió History of Woman Suffrage). Junto con Cady Stanton, fue crítica con la iglesia, lo cual la colocó en posiciones encontradas con sufragistas conservadoras tales como Frances Willard y la Unión Cristiana de Mujeres por la Templanza (WCTU). En lugar de argumentar que las mujeres merecían votar porque su moralidad femenina permitiría entonces influir sobre la legislación (como hacia el WCTU), consideraba que las mujeres merecían el sufragio en virtud de un 'derecho natural'.
A pesar de su oposición a la Iglesia, Gage era profundamente religiosa y colaboró de manera anónima con Stanton en la escritura de La Biblia de la Mujer. Se convirtió en una teosofista y alentó a sus hijos y a sus esposas a que también lo fueran.

## Matrimonio y comienzo de su activismo
El 6 de junio de 1845, con 18 años, se casó con Henry Hill Gage, un comerciante de Cicero. Desde el enlace su residencia habitual pasó a ser en Fayetteville, Nueva York.
Matilda fue condenada a ir a prisión por sus colaboración con el ferrocarril subterráneo bajo la Ley de esclavos fugitivos de 1850, que penalizaba la ayuda a los esclavos fugados. En 1852, Gage se involucró en el movimiento por el derecho de las mujeres cuando decidió hablar en la Convención sobre los Derechos de la mujer en Syracuse, Nueva York.

## Editora deEl Ciudadano Nacional
Gage tenía una buena educación y era una escritora prolífica. Según la opinión de su yerno, L. Frank Baum, era la mujer más talentosa y educada de su época. Escribía para numerosos periódicos, preparando notas sobre los progresos en el movimiento por el sufragio femenino. En 1878 compró la Ballot Box, una publicación mensual de la asociación sufragista de Toledo, Ohio, cuando su editora, Sarah R.L. Williams, se retiró. Gage la renombró como The National Citizen and Ballot Box, (El Ciudadano Nacional y urnas) y explicó que sus intenciones para el periódico eran:
Su principal objetivo será asegurar protección nacional a los ciudadanos mujeres en el ejercicio de sus derechos para votar...se opondrá a toda forma de Legislación de Clases...las mujeres de toda clase, condición, rango y nombre encontraran en este periódico a su amigo (Referencia: "Prospectus", página 1)
Durante los tres años siguientes (hasta 1881) Gage fue su editora principal, produciendo y publicando ensayos sobre un amplio rango de temas. Cada edición portaba la frase 'La pluma es más poderosa que la espada', e incluía columnas destacadas sobre mujeres prominentes a lo largo de la historia e inventoras. Gage tenía un estilo claro, lógico y una cuidada dosis de ironía. En una ocasión al escribir sobre las leyes que le permitían a un hombre al fallecer dejar el cuidado de sus hijos a una persona que no tenía relación con la madre de los niños, Gage decía: 
A veces es preferible ser un hombre muerto que una mujer viva. (Referencia: "All The Rights I Want" page 2.)

## Activismo

### Sufragio femenino
A pesar de los problemas tanto financieros como físicos (cardiacos) que tuvo que afrontar a lo largo de su vida, su trabajo por los derechos de las mujeres fue extenso, práctico y a menudo brillantemente ejecutado. Gage fue considerada más radical que Susan B. Anthony o Elizabeth Cady Stanton (con las que escribió History of Woman Suffrage, and Declaration of the Rights of Women).
Fue presidenta de la National Woman Suffrage Association (Asociación Nacional del Sufragio Femenino) (NWSA) desde 1875 hasta 1876 y sirvió como miembro del Comité Ejecutivo y Vicepresidenta durante veinte años. En la convención de 1876, debatió con éxito contra un grupo de policías que sostenían que la asociación estaba celebrando una reunión ilegal, finalmente se fueron sin presentar cargos.
Fue delegada de la NWSA para la Convención Nacional Republicana en 1880 y en la Convención Nacional Democrática de 1880. También sirvió como presidenta de la Asociación de Sufragio Estatal de Nueva York por cinco años y presidenta de la Asociación Nacional del Sufragio Femenino durante 1875 y 1876. En 1890 ejerció como segunda Vicepresidenta y miembro del Comité Ejecutivo de la original Asociación Nacional del Sufragio Femenino.
Como resultado de la campaña de la Asociación de Sufragio Estatal de Nueva York llevada a cabo de Gage, el Estado permitió a las mujeres elegir miembros del Consejo Escolar. Gage aseguró que cada mujer en su zona (Fayetteville, New York) tuviese la oportunidad de votar, haciéndoles conscientes de sus derechos mediante cartas y situándose en las urnas para asegurarse de que nadie era rechazada.

### Aborto
Como muchas otras sufragistas, Gage consideraba el aborto como una tragedia lamentable, aunque sus puntos de vista sobre el tema eran más complejos que una simple oposición. En 1868, escribió una carta a The Revolution, un periódico sobre los derechos de la mujer, apoyando la opinión de que el aborto era una institución apoyada, dominada y promovida por hombres. Gage se opuso al aborto por principio, atribuyéndolo al "deseo egoísta" de los maridos de mantener su riqueza reduciendo su descendencia.

### Divorcio
Gage también estaba preocupada por los derechos de la mujer sobre su propia vida y cuerpo. Escribió sobre la materia del divorcio su ensayo A Sermon Against Woman (Un sermón contra la mujer) en 1881.

## Ámbito político
A consecuencia de la intensa campaña que Gage desarrolló desde la Asociación Sufragista Femenina del estado de Nueva York, el estado de Nueva York otorgó el derecho al sufragio femenino para elegir miembros a los consejos de las escuelas. Gage garantizó que cada mujer en su zona (Fayetteville, NY) tuviera la oportunidad de votar, para ello les escribió cartas notificándolas de sus derechos, y se sentó en los sitios de votación para asegurarse que ninguna mujer fuera rechazada.
En 1871, Gage formó parte del grupo de 10 mujeres que intentaron votar. Ella encaró al personal de los puestos de votación y discutió con ellos en representación de cada una de las mujeres. Apoyó a Victoria Woodhull y posteriormente a Ulysses S. Grant en la elección presidencial de 1872. En 1873 defendió a Susan B. Anthony cuando Anthony fue llevada a juicio por haber votado en dicha elección, en su defensa utilizó poderosos argumentos legales y morales.
En 1884, Gage fue una Elector-at-Large por Belva Lockwood y el Partido por la Igualdad de los Derechos.

## Fundadora de la Women's National Liberal Union
Gage trató sin éxito de prevenir que el movimiento sufragista femenino fuera tomado por el ala conservadora. Susan B. Anthony que había ayudado a fundar la Asociación Nacional pro Sufragio de la Mujer (NWSA), estaba muy orientada en obtener el derecho a votar, una visión que Gage veía como demasiado estrecha. Sufragistas conservadoras fueron ganando fuerza en la organización, estas mujeres tendían a no apoyar reformas sociales de carácter general, o ataques a la iglesia.

## Familia
Gage vivió la mayor parte de su vida en el 210E. Genesee St., Fayetteville, Nueva York.  Tuvo cinco hijos con su marido: Charles Henry (que murió durante su infancia), Helen Leslie, Thomas Clarkson, Julia Louise y Maud, la menor.
En un primer momento, las intenciones de Maud de casarse con L. Frank Baum, quien por entonces era un actor frustrado con unas pocas obras de teatro escritas, horrorizaron a Matilda. Pocos minutos después, comenzó a reírse al darse cuenta de que todo el énfasis que había puesto en que todas las personas debían tener el derecho de tomar sus propias decisiones no había pasado desapercibido por su hija, quien renunció a una carrera de derecho cuando, por entonces, estas oportunidades para las mujeres eran bastante raras.
Gage pasó seis meses de cada año con Maud y Frank, quien terminó respetándola y admirándola; algunos expertos creen que su trabajo más conocido, El maravilloso Mago de Oz, muestra la influencia política de Matilda.
El único hijo de Matilda y su mujer, Sophia, tuvieron una hija llamada Dorothy Louise Gage, nacida en Bloomington, Illinois, el 11 de junio de 1898. Maud, tía de la bebé, que anhelaba tener una hija, la adoraba. Murió en noviembre, con solo cinco meses. Su muerte afectó tanto a Maud que necesitó atención médica. Para honrar el duelo de su mujer, Frank llamó a la protagonista de su siguiente libro Dorothy Gale. En 1996, la doctora Sally Roesch Wagner, biógrafa de Matilda Joslyn Gage, encontró la tumba de Dorothy en Bloomington. Se erigió un monumento en memoria de la niña en su tumba el 21 de mayo de 1997. A menudo se la confunde con su prima del mismo nombre, Dorothy Louise Gage (1883-1889), la hija de Helen, hija de Matilda.
Matilda Joslyn Gage murió en la casa de los Baum en 1898 en Chicago. Aunque fue incinerada, hay un monumento en el cementerio de Fayetteville en el que puede leerse su frase: "There is a word sweeter than Mother, Home or Heaven. That word is Liberty."
Su bisnieta fue la senadora estadounidense de Dakota del Norte, Jocelyn Burdick.

## Publicaciones
Gage fue la editora de The National Citizen and Ballot Box, entre mayo de 1878 hasta octubre de 1881, (disponible en microfilm) y editora del The Liberal Thinker, a partir de 1890. Estas publicaciones le dieron la oportunidad de publicar ensayos y artículos de opinión. La siguiente es una lista parcial de sus obras:
- "Is Woman Her Own?", publicado en The Revolution, April 9th 1868, ed. Elizabeth Cady Stanton, Parker Pillsbury. pp 215-216.

- "Prospectus", publicado en The National Citizen and Ballot Box, ed. Matilda E. J. Gage. May 1878 p 1.

- "Indian Citizenship", publicado en The National Citizen and Ballot Box, ed. Matilda E. J. Gage. May 1878 p 2.

- "All The Rights I Want", publicado en The National Citizen and Ballot Box, ed. Matilda E. J. Gage. January 1879 p 2.

- "A Sermon Against Woman", publicado en The National Citizen and Ballot Box, ed. Matilda E. J. Gage. September 1881 p 2.

- "God in the Constitution", publicado en The National Citizen and Ballot Box, ed. Matilda E. J. Gage. October 1881 p 2.

- Woman As Inventor, 1870, Fayetteville, NY: F.A. Darling

- History of Woman Suffrage, 1881, Capítulos por Cady Stanton, E., Anthony, S.B., Gage, M. E. J., Harper, I.H. (publicado nuevamente en 1985 by Salem NH: Ayer Company)

- The Aberdeen Saturday Pioneer, 14 y 21 de marzo de 1891, editora y editoriales. Es posible que ella haya escrito previamente varios editoriales sin firmarlos, en lugar de L. Frank Baum, for whom she completed the paper's run.

- Woman, Church and State, 1893 (published again in 1980 by Watertowne MA: Persephone Press)

## El efecto Matilda
En 1993, la historiadora de la ciencia Margaret W. Rossiter acuñó el término "efecto Matilda," en honor de Matilda J. Gage, para identificar aquella situación social donde las mujeres científicas reciben menos crédito y reconocimiento por su trabajo científico que el que les correspondería de un examen objetivo de su trabajo. El efecto Matilda es un corolario del "efecto Mateo" postulado por el famoso sociólogo Robert K. Merton.